# عبد الوهاب النفيسي
عبد الوهاب يوسف النفيسي (1933- 7 يونيو 2024) وزير التجارة والصناعة الكويتي السابق.

## السيرة الشخصية
ولد في الكويت عام 1933، وتلقى تعليمه في المدرسة الأحمدية، وبعد أن أتم دراسته الثانوية اتجه إلى الجامعة وحصل على شهادة الليسانس في التجارة من جامعة القاهرة عام 1961، وبعد التخرج عمل موظفاً في ديوان الموظفين، ثم وكيل مساعداً في ديوان المحاسبة، وعضواً منتدباً في شركة المواصلات، اختير وزيراً للتجارة والصناعة عام 1975 وتجدد إختياره عام 1976 - 1978.